# Tekenye
Tekenye (vyslovováno [tekeně]) je vesnice v Maďarsku v župě Zala, spadající pod okres Zalaszentgrót. Nachází se asi 2 km severovýchodně od okresního města Zalaszentgrótu a v roce 2015 zde žilo 402 obyvatel.
Mezi roky 1984 a 2010 byla obec součástí Zalaszentgrótu. Díky hlasování, které se událo 3. října 2010, se Tekenye od Zalaszentgrótu odtrhlo a stala se z něj samostatná obec. Díky nálezům je prokázáno, že obec vznikla někdy ve středověku a předtím byla osídlena i v době bronzové a v eneolitu.
Vesnice sama neleží na žádné důležité silnici, není zde proto téměř žádný provoz. Existuje zde silniční napojení na Zalaszentgrót a vesnici Türje, dalšími sousedními vesnicemi jsou Kisgörbő a Óhíd.